# Willie O’Dea
Pour les articles homonymes, voir O'Dea.
Willie O’Dea (né le 27 novembre 1952 à Limerick, Irlande), est un homme politique irlandais. Ministre de la Défense entre 2004 et 2010.
Il est membre du Fianna Fáil.